# Packet Tracer
Packet Tracer是由思科系统设计的跨平台可视化仿真工具，它允许用户创建网络拓扑以模仿计算机网络和使用命令行界面來模拟配置思科路由器和交换机。Packet Tracer的用户界面為拖放式，允许用户根据自己的需要添加和删除模拟的网络设备。该软件主要面向參加思科认证网络工程师認證考試的学生，作为他们備考思科认证网络工程师認證考試的學習工具。